# Marizy-Saint-Mard
Marizy-Saint-Mard es una comuna francesa situada en el departamento de Aisne, de la región de Alta Francia.

## Geografía
Está ubicada a 23 km al sur de Soissons.

## Demografía
| 78 | 90 | 53 | 34 | 49 | 55 | 43 | 49 |
| Para los censos de 1962 a 1999 la población legal corresponde a la población sin duplicidades (Fuente: INSEE [Consultar]) |    |    |    |    |    |    |    |